# Kaido Külaots
Kaido Külaots (* 28. Februar 1976 in Pärnu) ist ein estnischer Schachspieler.

## Erfolge
Neunmal konnte er die estnische Einzelmeisterschaft gewinnen: 1999, 2002, 2003, 2008, 2014 und 2020 jeweils in Tallinn, 2001 in Pühajärve, 2008 in Rakvere und 2010 in Tartu. 2004 und 2007 in Tallinn wurde er Zweiter. Estnischer Schnellschachmeister wurde er 2001, 2002 wurde er Zweiter. Die Blitzmeisterschaft Estlands gewann er 2000 und 2005. Beim 20. Open in Cappelle-la-Grande 2004 wurde er hinter Jewgeni Najer Zweiter. Im Juli 2008 gewann er das Turnier Heart of Finland in Jyväskylä. 2019 gewann er das Aeroflot Open in Moskau.
Für Estland nahm er zwischen 1998 und 2010 an sieben Schacholympiaden teil, bei den Olympiaden 2006, 2008 und 2010 an Brett eins, mit einem Gesamtergebnis von 42 Punkten aus 71 Partien (+24 =36 −11) sowie zwischen 2003 und 2007 an drei Mannschaftseuropameisterschaften am Spitzenbrett.
In Estland spielte er früher für den Chess Club Uus-Pärnu, mit dem er zum Beispiel im Jahre 2000 estnischer Mannschaftsmeister wurde. Aktuell spielt er für K. Külaotsa MK. Vereinsschach spielt er auch in Finnland (früher für Jyväs-Shakki Jyväskylä, mit denen er die finnische Mannschaftsmeisterschaft 2004/05 gewann, später für den SalSK aus Salo), Schweden (früher für Södra/SASS, dann für Lunds ASK, dem schwedischen Mannschaftsmeister 2010/11 und 2018/19), Frankreich (für Gif sur Yvette-CC2-Echecs und L’Echiquier Deauvillais), Griechenland, Dänemark (für die Aalborg Skakforening, danach für den Skanderborg Skakklub), Ungarn (für den Budapesti Egyetemi Atlétikai Club), Island (für Fjölnir Reykjavík) und Norwegen (für den Vålerenga Sjakklubb). In Deutschland spielte er in der Saison 1995/96 mit dem SV Tübingen in der 1. Bundesliga, später für den VfL Blau-Weiß Neukloster in der 2. Bundesliga Nord. Seit der Saison 2016/17 spielt er in Augsburg, zuerst für den SK 1908 Göggingen und nach Umbenennung des Vereins für den BCA Augsburg. 2014 spielte er in Litauen für den ŠK Margiris Kaunas.